# Tomasz Kupisz
Tomasz Mateusz Kupisz (ur. 2 stycznia 1990 w Radomiu) – polski piłkarz występujący na pozycji prawego pomocnika. Były reprezentant Polski.

## Kariera klubowa

### Początki kariery

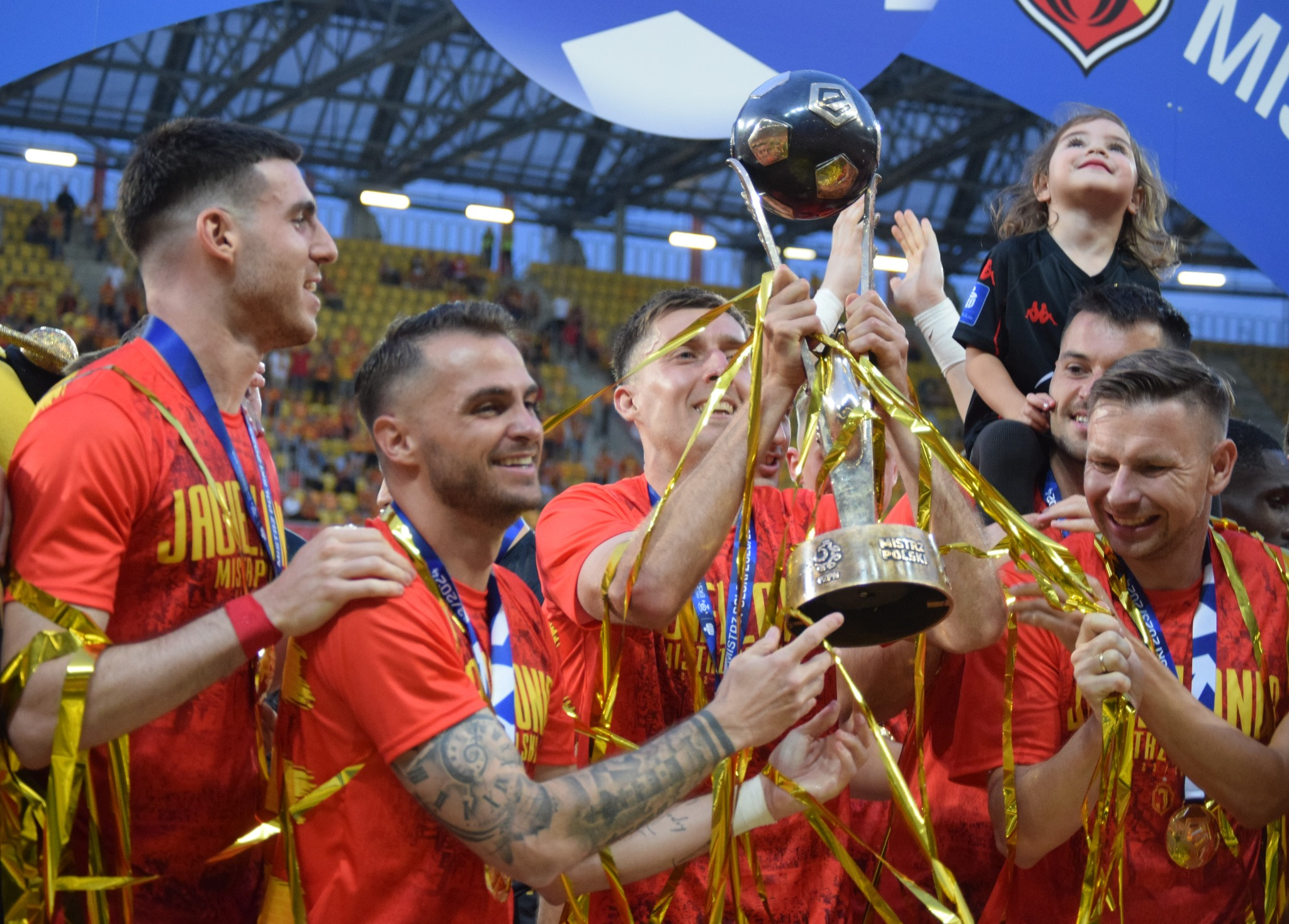
Tomasz Kupisz świętuje zdobycie mistrzostwa Polski z Jagiellonią

Kupisz zaczął swoją karierę w Juniorze Radom w wieku 10 lat. Dzięki dobrej grze otrzymał powołanie do kadry Mazowsza, której trener Zygmunt Ocimek był także szkoleniowcem MKS Piaseczno. Po krótkim czasie Kupisz trafił do tego właśnie klubu.

### Wigan Athletic
W 2005 Kupisz otrzymał zaproszenie na testy od francuskiego AJ Auxerre, które jednak zostało przez niego odrzucone. Rok później Auxerre ponownie wyraziło zainteresowanie Polakiem, który i tym razem odmówił. Następnie udał się do niemieckiego VfL Wolfsburg, gdzie zaproponowano mu kontrakt juniorski, którego Kupisz nie chciał podpisać. Po dwóch latach spędzonych w Piasecznie Kupisz wyjechał na testy do angielskiego klubu Wigan Athletic. Po kilku dniach Anglicy zaproponowali mu podpisanie kontraktu. W międzyczasie Kupisz otrzymał sygnały o zainteresowaniu ze strony włoskiego Interu Mediolan, jednakże był już wtedy dogadany z Wigan.
W Anglii spędził 3,5 roku i przez ten czas rozegrał tylko jeden mecz w pierwszym zespole. Stało się to 26 sierpnia 2008 w spotkaniu z Notts County rozgrywanym w ramach Pucharu Ligi Angielskiej. Kupisz wszedł w 63. minucie tego spotkania i w 90. minucie zdobył gola, który ustalił wynik na 4:0.
Poza tym jednym wyjątkiem, przez całą swoją karierę w Wigan występował w zespole rezerw. Gdy szkoleniowcem Wigan był Paul Jewell Kupisz był powoli wprowadzony do pierwszego zespołu, z którym odbywał treningi. Jednakże po zmianie trenera i zatrudnieniu Roberto Martíneza Polak na dobre wylądował w rezerwach. W sezonie 2009/10 występował głównie na skrzydle, a mimo to zakończył rozgrywki jako trzeci strzelec ligi rezerw z dorobkiem 6 goli w 13 meczach. Strzelał gole m.in. rezerwom Liverpoolu i Manchesteru United. W październiku 2009 otrzymał propozycję wypożyczenia do Swindon Town, jednakże nie otrzymał zgody od Martíneza. Na początku czerwca 2010 po wygaśnięciu kontraktu Kupisz odszedł z Wigan i został wolnym zawodnikiem.

### Jagiellonia Białystok
W maju 2010 Kupisz pojawił się na testach w występującej wówczas w Ekstraklasie Jagiellonii Białystok. Na początku czerwca 2010 podpisał z Jagą roczny kontrakt z opcją przedłużenia o kolejne trzy lata.
29 lipca 2010 Kupisz zadebiutował w barwach Jagiellonii w oficjalnym spotkaniu. Stało się to w przegranym 1:2 spotkaniu III. rundy eliminacyjnej Ligi Europy z greckim Arsiem Saloniki. Był to zarazem jego debiut w europejskich pucharach. Trzy dni później Kupisz wraz z Jagiellonią pokonał Lecha Poznań i zdobył Superpuchar Polski. 8 sierpnia 2010 w spotkaniu ze Śląskiem Wrocław Polak zadebiutował, zaś pod koniec sierpnia 2010 w spotkaniu z Lechią Gdańsk zdobył swoją pierwszą bramkę w polskiej Ekstraklasie.

### Chievo
2 września 2013 Kupisz podpisał czteroletni kontrakt z włoskim Chievo. Niestety z powodu kontuzji, którą odniósł na początku swojej przygody we Włoszech nie przebił się do pierwszego składu Chievo a po zmianie jej trenera na Eugenio Coriniego nie łapał się nawet na ławkę rezerwowych. Na początku stycznia 2015 Kupisz został wypożyczony na pół roku do ostatniego klubu Serie B AS Cittadella.

### AS Cittadella
Kupisz po wypożyczeniu do AS Cittadella swój debiut zaliczył 17 stycznia 2015 w zremisowanym meczu z Modena FC, w którym w 65. minucie pokonał bramkarza gości ustalając wynik spotkania na 1:1. Łącznie dla II-ligowego klubu Kupisz rozegrał 19 spotkań w lidze, w których strzelił 4 bramki. Na koniec sezonu 2014/15 Cittadella spadła z Serie B.

### Brescia Calcio
11 lipca 2015 Kupisz został wypożyczony na rok do II-ligowego Brescia Calcio.

### Późniejsza kariera
5 lipca 2016 dołączył do Novary na wypożyczeniu z Chievo na cały sezon 2016/2017. 29 czerwca 2017 został zawodnikiem Ceseny.
28 lipca 2018 dołączył do klubu Serie B Ascoli, podpisując dwuletni kontrakt. 22 stycznia 2019 przeniósł się na wypożyczenie do Livorno.
13 lipca 2019 przeniósł się na stałe do Bari. 24 stycznia 2020 dołączył do klubu Serie B Trapani na wypożyczenie. 15 września 2020 przeniósł się na wypożyczenie do Salernitany z opcją wykupu. 31 stycznia 2022 Kupisz został wypożyczony Regginie z opcją kupna.
2 września 2022, niedługo po rozwiązaniu umowy z Pordenone, opuścił Włochy i wrócił do Jagiellonii Białystok, podpisując dwuletni kontrakt. W sezonie 2023/2024 wraz z Jagiellonią Białystok zdobył mistrzostwo Polski.

## Kariera reprezentacyjna
Kupisz ma za sobą liczne występy w młodzieżowych reprezentacjach Polski do lat 17, do lat 19, do lat 20 i do lat 21. Pod koniec listopada 2010 Kupisz otrzymał od Franciszka Smudy powołanie do dorosłej reprezentacji na mecz towarzyski z Bośnią i Hercegowiną.

## Statystyki kariery

### Klubowej
aktualne na dzień 26 marca 2025
| Klub                     | Sezon              | Liga               | Liga | Liga | Puchar kraju | Puchar kraju | Puchar ligi | Puchar ligi | Europa | Europa | Suma | Suma |
| Klub                     | Sezon              | Liga               | M.   | Br.  | M.           | Br.          | M.          | Br.         | M.     | Br.    | M.   | Br.  |
| ------------------------ | ------------------ | ------------------ | ---- | ---- | ------------ | ------------ | ----------- | ----------- | ------ | ------ | ---- | ---- |
| Oldham Athletic          | 2006/07            | League One         | 3    | 0    | –            | –            | –           | –           | –      | –      | 3    | 0    |
| Wigan Athletic           | 2007/08            | Premier League     | –    | –    | –            | –            | –           | –           | –      | –      | 0    | 0    |
| Wigan Athletic           | 2008/09            | Premier League     | –    | –    | –            | –            | 1           | 1           | –      | –      | 1    | 1    |
| Wigan Athletic           | 2009/10            | Premier League     | –    | –    | –            | –            | –           | –           | –      | –      | 0    | 0    |
| Wigan Athletic           | Ogólnie            | Ogólnie            | 0    | 0    | 0            | 0            | 1           | 1           | 0      | 0      | 1    | 1    |
| Jagiellonia Białystok    | 2010/11            | Ekstraklasa        | 30   | 5    | 4            | 0            | –           | –           | 2      | 0      | 36   | 5    |
| Jagiellonia Białystok    | 2011/12            | Ekstraklasa        | 29   | 5    | 1            | 1            | –           | –           | 2      | 0      | 32   | 6    |
| Jagiellonia Białystok    | 2012/13            | Ekstraklasa        | 30   | 1    | 4            | 3            | –           | –           | –      | –      | 34   | 4    |
| Jagiellonia Białystok    | 2013/14            | Ekstraklasa        | 6    | 0    | 1            | 0            | –           | –           | –      | –      | 7    | 0    |
| Jagiellonia Białystok    | Ogólnie            | Ogólnie            | 95   | 11   | 10           | 4            | 0           | 0           | 4      | 0      | 109  | 15   |
| Chievo Verona            | 2013/14            | Serie A            | 1    | 0    | –            | –            | –           | –           | –      | –      | 1    | 0    |
| Chievo Verona            | 2014/15            | Serie A            | –    | –    | –            | –            | –           | –           | –      | –      | 0    | 0    |
| Chievo Verona            | Ogólnie            | Ogólnie            | 1    | 0    | 0            | 0            | 0           | 0           | 0      | 0      | 1    | 0    |
| Cittadella (wyp.)        | 2014/15            | Serie B            | 19   | 4    | 0            | 0            | –           | –           | –      | –      | 19   | 4    |
| Brescia Calcio (wyp.)    | 2015/16            | Serie B            | 40   | 6    | 2            | 0            | –           | –           | –      | –      | 42   | 6    |
| Novara Calcio (wyp.)     | 2016/17            | Serie B            | 27   | 1    | 1            | 0            | –           | –           | –      | –      | 28   | 1    |
| Cesena FC                | 2017/18            | Serie B            | 31   | 4    | 2            | 0            | –           | –           | –      | –      | 33   | 4    |
| Ascoli Calcio            | 2018/19            | Serie B            | 9    | 0    | 1            | 0            | –           | –           | –      | –      | 10   | 0    |
| US Livorno (wyp.)        | 2018/19            | Serie B            | 9    | 0    | –            | –            | –           | –           | –      | –      | 9    | 0    |
| FC Bari                  | 2019/20            | Serie C            | 11   | 0    | –            | –            | 2           | 0           | –      | –      | 13   | 0    |
| Trapani Calcio (wyp.)    | 2019/20            | Serie B            | 18   | 1    | –            | –            | –           | –           | –      | –      | 18   | 1    |
| US Salernitana (wyp.)    | 2020/21            | Serie B            | 31   | 3    | 2            | 0            | –           | –           | –      | –      | 33   | 3    |
| Pordenone Calcio         | 2021/22            | Serie B            | 9    | 0    | 1            | 0            | –           | –           | –      | –      | 10   | 0    |
| Reggina 1914 (wyp.)      | 2021/22            | Serie B            | 16   | 0    | –            | –            | –           | –           | –      | –      | 16   | 0    |
| Jagiellonia Białystok    | 2022/23            | Ekstraklasa        | 16   | 1    | –            | –            | –           | –           | –      | –      | 16   | 1    |
| Jagiellonia Białystok    | 2023/24            | Ekstraklasa        | 22   | 0    | 5            | 0            | –           | –           | –      | –      | 27   | 0    |
| Jagiellonia Białystok    | Ogólnie            | Ogólnie            | 38   | 1    | 5            | 0            | 0           | 0           | 0      | 0      | 43   | 1    |
| Jagiellonia II Białystok | 2022/23            | III Liga           | 1    | 0    | –            | –            | –           | –           | –      | –      | 1    | 0    |
| Jagiellonia II Białystok | 2023/24            | III Liga           | 4    | 1    | –            | –            | –           | –           | –      | –      | 4    | 1    |
| Jagiellonia II Białystok | Ogólnie            | Ogólnie            | 5    | 1    | 0            | 0            | 0           | 0           | 0      | 0      | 5    | 1    |
| Ogólnie w karierze       | Ogólnie w karierze | Ogólnie w karierze | 362  | 32   | 24           | 4            | 3           | 1           | 4      | 0      | 393  | 37   |

### Reprezentacyjnej
| Mecze i gole w reprezentacji | Mecze i gole w reprezentacji | Mecze i gole w reprezentacji | Mecze i gole w reprezentacji | Mecze i gole w reprezentacji | Mecze i gole w reprezentacji | Mecze i gole w reprezentacji             |
| #                            | Data                         | Miejsce                      | Przeciwnik                   | Rezultat                     | Gole                         | Rozgrywki                                |
| ---------------------------- | ---------------------------- | ---------------------------- | ---------------------------- | ---------------------------- | ---------------------------- | ---------------------------------------- |
| 1.                           | 10 grudnia 2010              | Antalya, Turcja              | Bośnia i Hercegowina         | 2:2                          |                              | Mecz towarzyski                          |
| 2.                           | 16 grudnia 2011              | Antalya, Turcja              | Bośnia i Hercegowina         | 1:0                          |                              | Mecz towarzyski                          |
| 3.                           | 14 grudnia 2012              | Antalya, Turcja              | Macedonia Północna           | 4:1                          |                              | Mecz towarzyski                          |
| 4.                           | 2 lutego 2013                | Malaga, Hiszpania            | Rumunia                      | 4:1                          |                              | Mecz towarzyski (nieuznawany przez FIFA) |

## Sukcesy

### Klubowe
Jagiellonia Białystok
- Superpuchar Polski (1x): 2010
- Mistrzostwo Polski: 
  -  2023/24